# Kevin Doets
Kevin Doets (Almere, 5 mei 1998) is een Nederlandse dartsspeler, die uitkomt voor de PDC.

## Carrière

### Begincarrière
Kevin is op 10-jarige leeftijd begonnen met darten. Eerst thuis met zijn ouders, maar toen hij een jaar of 10 was, is hij toernooien en rankings gaan gooien. Hij woonde in Almere, dus heeft hij zich toen aangemeld bij de Darts Bond Almere, een bond die ook lid is van de Nederlandse Darts Bond. Al vrij snel bleek dat hij talent had en ging hij ook de nationale jeugdrankings af die georganiseerd werden door de NDB. Ook hier bleek Doets echt wel een goede pijl te kunnen gooien en dit resulteerde in zijn eerste nationale titel in 2011: Nederlands Kampioen bij de aspiranten, door een overwinning op Wesley Smit. In 2012 werd Doets de Nationale Ranking kampioen bij de Aspiranten. In 2013 werd Kevin Doets met het DBA LACO (Landelijke Competitie) met afstand kampioen van Nederland met o.a. Kenzo Fernandez Perreira, Marco Speth, Maarten Dirk Woord, Danny Riechelmann, Vera Speth, Martijn Lageweg, Levy Sminia, Wouter van der Vegt en Marieke Woord. 
Aan het eind van het seizoen 2013 werd Kevin toegevoegd aan de Nederlandse Jeugdselectie en wist hij met Colin Roelofs, Quin Wester en Berry van Peer in Hongarije twee keer Europees Kampioen te worden, namelijk in het team-event en overall. Door onder andere dit goede resultaat kreeg Kevin Doets een wildcard voor de Zuiderduin Masters in december 2013 in Hotel Zuiderduin te Egmond aan Zee. Zijn eerste podium toernooi werd geen groot succes met nederlagen tegen Berry van Peer (3-4) en Shaun Lovett (0-4). In 2014 werd Doets tweede in de Nationale Junioren ranking achter Colin Roelofs en hij mocht wederom naar de EK, nu in Oostenrijk, samen met Colin Roelofs, Berry van Peer en Niels Zonneveld. Ook hier weer hetzelfde succes als vorig jaar: eerste in teamevent en eerste overall. 
De jaren daarna ging het wat minder, ook al won hij nog wel veel regionale toernooien, maar vanaf begin 2017 was Doets oud genoeg voor de PDC jeugdtoernooien: Development Tours. De eerste twee jaar werden daar afwisselende resultaten behaald maar in 2019 kwam zijn grote doorbraak. Internationaal won hij in september 2019 de Catalunya Open, een BDO toernooi in Spanje. In 2020 werd het eerste Development Tour weekend van dat seizoen in februari gehouden in Hindesheim Duitsland. Daar werden vier toernooien gespeeld waar Doets zijn beste resultaat een kwartfinale was.

### 2020
Doets plaatste zich voor de UK Open 2020 via de PDC Development Tour Qualifiers. Hij won bij de UK Open o.a. van David Pallett, maar werd uitgeschakeld bij de laatste 64 door Simon Stevenson. 
Van 20 april t/m 12 juni 2020 nam Doets deel aan de Dutch Darts Quarantine League opgezet door Darts Actueel. Dit was een competitie met zeven andere topdarters. Doets speelde in de groepsfase twee keer gelijk, tegen Heine Uuldriks en Arjan Konterman. Uiteindelijk eindigde hij als eerste in de groepsfase. In de halve finales was hij te sterk voor Berry van Peer met 10-7. In de finale wist hij te winnen met 11-9 van Heine Uuldriks en daarmee werd hij de eerste winnaar van de Dutch Darts Quarantine League.
Vrijdag 25 september 2020 heeft Kevin Doets zijn eerste Development Tour in zijn carrière gewonnen. In de finale was hij Keane Barry met 5-4 te slim af. Drie weken later wist hij op zondag 11 oktober 2020 Challenge Tour 10 op zijn naam te schrijven. In de finale was de jonge Nederlander met 5-3 te sterk voor Ritchie Edhouse.

### 2022
In 2022 wist Doets voor het eerst een PDC Tourkaart te winnen, door op de Europese Q-School derde te eindigen op de Order of Merit. Hij won dit jaar ook zijn derde Development Tour, door in toernooi nummer 4 in de finale met 5-3 te winnen van Josh Rock.

### 2023
Op Players Championship 20 versloeg Doets achtereenvolgend Nathan Rafferty, Lee Evans, Mervyn King, Ross Smith, Gabriel Clemens en Mike De Decker voor een plek in de finale. Daarin was Luke Humphries met 8-6 te sterk.

### 2024
Op het PDC World Darts Championship 2025, dat startte in december 2024, versloeg Doets Noa-Lynn van Leuven, de als tweede geplaatste oud-wereldkampioen Michael Smith en de als 31e geplaatste Krzysztof Ratajski. Chris Dobey zorgde in de vierde ronde voor Doets' uitschakeling.

## Resultaten op Wereldkampioenschappen

### PDC World Youth Championship
- 2018: Groepsfase (gewonnen van Jack Male met 5-4, verloren van Ted Evetts met 2-5)
- 2019: Groepsfase (gewonnen van Andy Kent met 5-2, verloren van Bradley Clark met 2-5)
- 2020: Groepsfase (gewonnen van Sven Hesse met 5-0, verloren van Joshua Richardson met 4-5)
- 2021: Halve finale (verloren van Ted Evetts met 1-5)
- 2022: Laatste 32 (verloren van Brandon Weening met 3-6)

### PDC
- 2024: Laatste 64 (verloren van Michael Smith met 2-3)
- 2025: Laatste 16 (verloren van Chris Dobey met 3-4)